# 乍岖乡
乍岖乡是中国河南省南阳市内乡县下辖的一个乡。

## 行政区划
乍岖乡下辖：砟岖村、红庙村、陈营村、庙湾村、青泉村、王井村、孙岗村、双堰村、魏营村、南庄村、白杨村、上庄村、店坊村、彭营村、水沟村、吴庄村。